# Nké
Nké är ett vattendrag i Gabon, ett biflöde till Ogooué. Det rinner genom provinsen Ogooué-Ivindo, i den centrala delen av landet, 270 km öster om huvudstaden Libreville.